# Alfred C. Redfield
Alfred Clarence Redfield, Alfred C. Redfield (ur. 15 listopada 1890 w Filadelfii, Pensylwania, zm. 17 marca 1983 w Woods Hole, Massachusetts) – amerykański naukowiec (oceanograf) i nauczyciel akademicki zainteresowany różnymi naukami przyrodniczymi, współtwórca biogeochemii i stechiometrii ekologicznej, współzałożyciel i przewodniczący Ecological Society of America (1946). Otrzymał Alexander Agassiz Medal (1955) i Eminent Ecologist Award (1966). Był członkiem National Academy of Sciences od 1958 roku. Na jego prace (np. The biological control of chemical factors in the environment, 1958) powoływał się James Lovelock formułując hipotezę Gai. Za swojego mentora uważał go Robert Berner, twórca pierwszych modeli obiegu węgla w przyrodzie i modeli klimatycznych.

## Życiorys

### Dom rodzinny
Alfred [Allie] Clarence Redfield urodził się 15 listopada 1890 roku w Filadelfii jako najmłodsze dziecko Mary i Roberta Redfieldów. Miał brata i dwie siostry.
Rodzina Redfield była od dawna znana z działalności w obszarze nauk przyrodniczych i techniki. Prapradziadek Alfreda, William  C. Redfield (1789 –1857), był współzałożycielem i pierwszym prezydentem American Association for the Advancement of Science. 
Dziadkiem Alfreda Redfielda był John Howard Redfield (1815–1895), najstarszy syn Williama C. Redfielda. Był znanym botanikiem i konchiologiem, założycielem sekcji botaniki w Akademii Nauk Przyrodniczych przy Uniwersytecie Drexela.
Dziadkiem ze strony matki był Asa Whitney (1791–1874), którego nazwisko jest znane z historii kolei w Stanach Zjednoczonych, w tym z historią Baldwin Locomotive Works. Był jednym z pierwszych wspólników Matthiasa Baldwina (spółka Baldwin & Whitney, 1842–1846). W następnych latach tworzył odrębne przedsiębiorstwo – Asa Whitney Car Wheel Works (później Asa Whitney and Sons' Car Wheel Works), w którym produkowano żeliwne koła kolejowe z zastosowaniem opatentowanego przez A. Whitney’a procesu wyżarzania (annealing).
Członkowie rodziny mieli uzdolnienia plastyczne. Ojciec Alfreda, Robert S. Redfield (1849–1923), pasjonował się fotografowaniem natury (m.in. fotografie piktorialne, platynotypia). Kolekcje jego fotografii znajdują się w Princeton University Art Museum, Library Company of Philadelphia i w Yale. Wcześnie odszedł na emeryturę z rodzinnej firmy Whitney, co pozwoliło mu spędzać z synem dużo czasu.
Rodzina Alfreda Clarensa spędzała lato na Cape Cod, w 1898 roku w Falmouth, a potem w innych miejscowościach hrabstwa Barnstable, nad brzegiem Zatoki Cape Cod (Cape Cod Bay). W tych latach dzieciństwa Alfred był zafascynowany historią naturalną, a zwłaszcza owadami i ptakami.

### Szkoła i studia
Alfred Redfield uczył się w Haverford College, szkole, której dyrektorem był wówczas Isaac Sharpless, członek Amerykańskiego Towarzystwa Filozoficznego, autor podręcznika Astronomy for Schools and General Readers (1882) i innych opracowań dotyczących nauczania. W 1909 roku Redfield ukończył Haverfort School i rozpoczął studia w Haverfort College. Wkrótce został zachęcony przez nauczyciela-przyrodnika do przeniesienia do Uniwersytetu Harvarda, gdzie wykładał profesor George H. Parker.
Przeniósł się do Harvardu w 1911 roku. W czasie studiów utrzymywał się częściowo z korepetycji, nabierając doświadczania pomocnego w czasie przyszłej pracy akademickiej. Na uczelni miał przypadkowo możliwość uczestniczenia w kursie geomorfologii, prowadzonym przez Williama Morrisa Davisa, co ułatwiło przyszłe badania naukowe.
Otrzymał stopnie:   
- Bachelor of Science (SB); magna cum laude w 1914 roku[8]
- doktorat (PhD) w dziedzinie zoologii (1917)[16][19]

W ramach pracy doktorskiej starał się wyjaśnić mechanizmy zmian barwy skóry horned toad („rogate jaszczurki”). Stwierdził, że proces jest regulowany przez adrenalinę – hormon strachu, walki i ucieczki (hormon 3×F z ang. fright, fight and flight).
W czasie studiów odwiedzał Marine Biological Laboratory w Woods Hole. Dokonał odkryć dotyczących fizjologii oddychania niektórych stawonogów, np. obecności i funkcji hemocyjaniny w krwi skrzypłoczy i in. gatunków bezkręgowców. Badania kontynuował po studiach.

### Praca zawodowa

#### Uniwersytet Harvarda

Harvard Medical School, Boston, Mass

W Uniwersytecie Harvarda A.C. Redfield pracował jako fizjolog od 1918 roku, gdy objął funkcję Instructor of Physiology. W kolejnych latach, po powrocie ze staży zagranicznych był zatrudniony na etatach profesora:
- 1921–1930 – Assistant Professor of Physiology
- 1930–1931 – Associate Professor
- 1931–1956 – Professor

Od 1956 roku do śmierci zajmował stanowisko profesor emeritus.
Alfred Redfield kierował również Wydziałem Biologii (1935–1938) i wydziałowym Laboratorium Biologicznym. Od chwili utworzenia Woods Hole Oceanographic Institution był też ściśle związany z tą instytucją. 

#### Woods Hole Oceanographic Institution(WHOI)

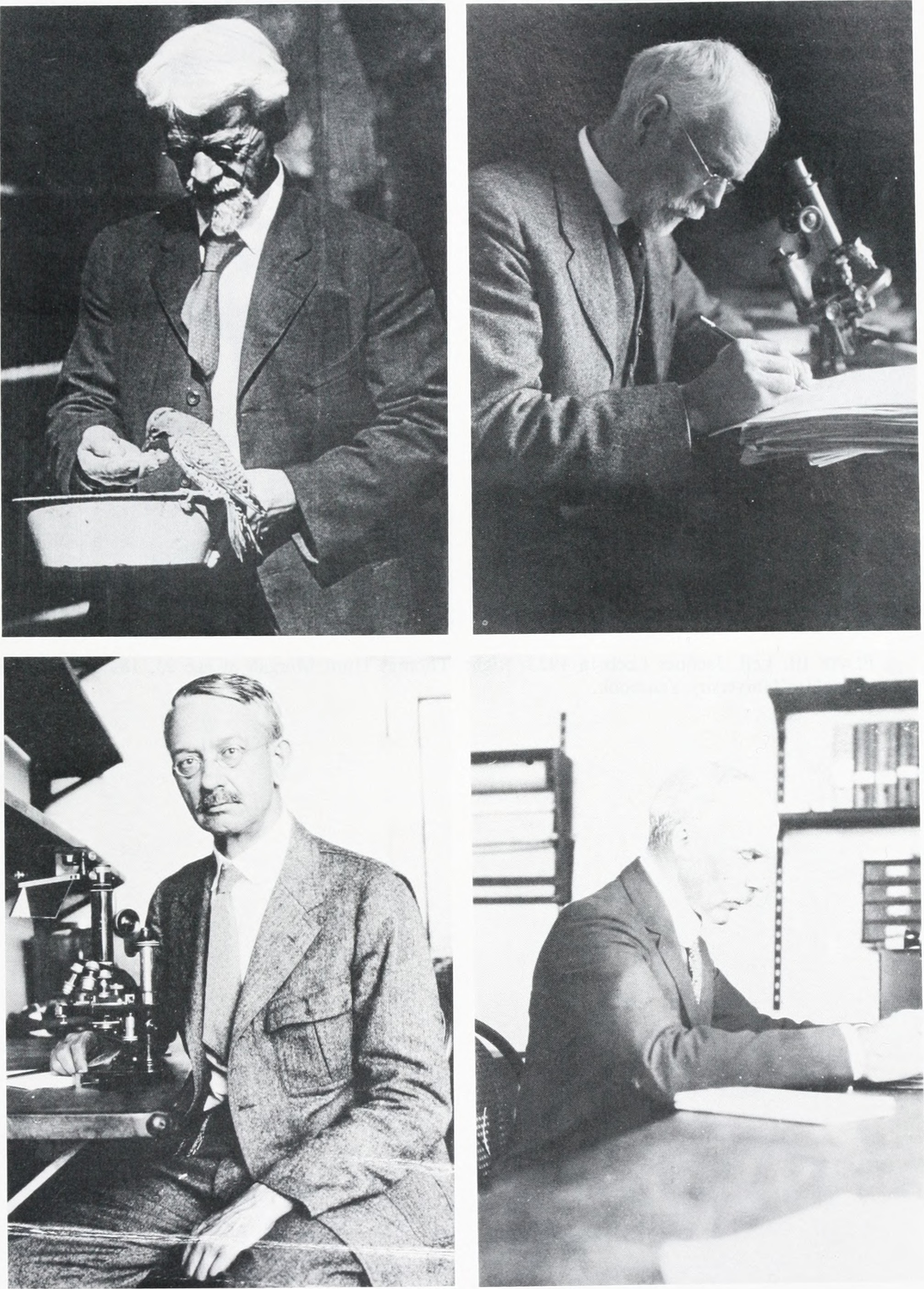
C.O. Whitman, E.B. Wilson, E.G. Conklin i F.R. Lillie (1921)

Oceanographic Institution w Woods Hole założył w 1930 roku Frank Lillie (1870–1947). Otrzymał on od Fundacji Rockefellera wysoką dotację na utworzenie instytucji specjalizującej się w oceanografii.
F. Lillie był wcześniej dyrektorem Marine Biological Laboratory (MBL), działającego w Woods Hole od 1888 roku (filia Uniwersytetu w Chicago, prywatna instytucja non-profit). MBL gromadzi naukowców różnych specjalności biologicznych, prowadzących badania naukowe i działalność dydaktyczną (kursy, warsztaty, konferencje, staże). Jest wydawcą cenionego czasopisma The Biological Bulletin.
W pierwszej połowie XX wieku z MBL byli związani m.in.:
– Charles O. Whitman (1842–1910)
– Edmund B. Wilson (1856–1939)
– Edwin Conklin (1863–1952)
Dyrektorem-założycielem nowej jednostki badawczej (nazywanej „Oceanographic”) został Henry Bryant Bigelow, profesor Harvardu, oceanograf i specjalista w dziedzinie biologii morza. Alfred Redfield, związany z MBL już w latach studenckich (przyjaciel H.B. Bigelowa), został zaangażowany do początkowo ośmioosobowego, a wkrótce kilkunastoosobowego zespołu pracowników. Gromadzili się w Woods Hole w okresie letnim (w czasie roku akademickiego pracowali w różnych macierzystych uniwersytetach i innych instytucjach). Członkiem zespołu był również student Redfielda, Bostwick Ketchum (zob. B.H. Ketchum Award) oraz m.in.: 
– meteorolog Carl-Gustaf Rossby i jego studenci (Ray Montgomery i Athelstan Spilhaus),
– bakteriolog Selman Waxman i jego asystent Charles Renn,
– studenci Bigelowa: Columbus Iselin, Mary Sears i George Clarke,
– chemicy: Norris Rakestraw z Brown University i Richard Seiwell z Carnegie Institution,
– geolog Henry Stetson z Harvardu.
A.C. Redfield pracował w „Oceanographic” do śmierci, uczestnicząc w badaniach naukowych i zarządzaniu Instytucją.

#### Działalność poza „Harvard” i „Oceanographic”
Zgodne z filozofią interdyscyplinarnego rozwiązywania problemów biologii morza było utrzymywanie ścisłych kontaktów z wieloma naukowcami reprezentującymi różne dyscypliny naukowe i różne placówki badawcze świata. 

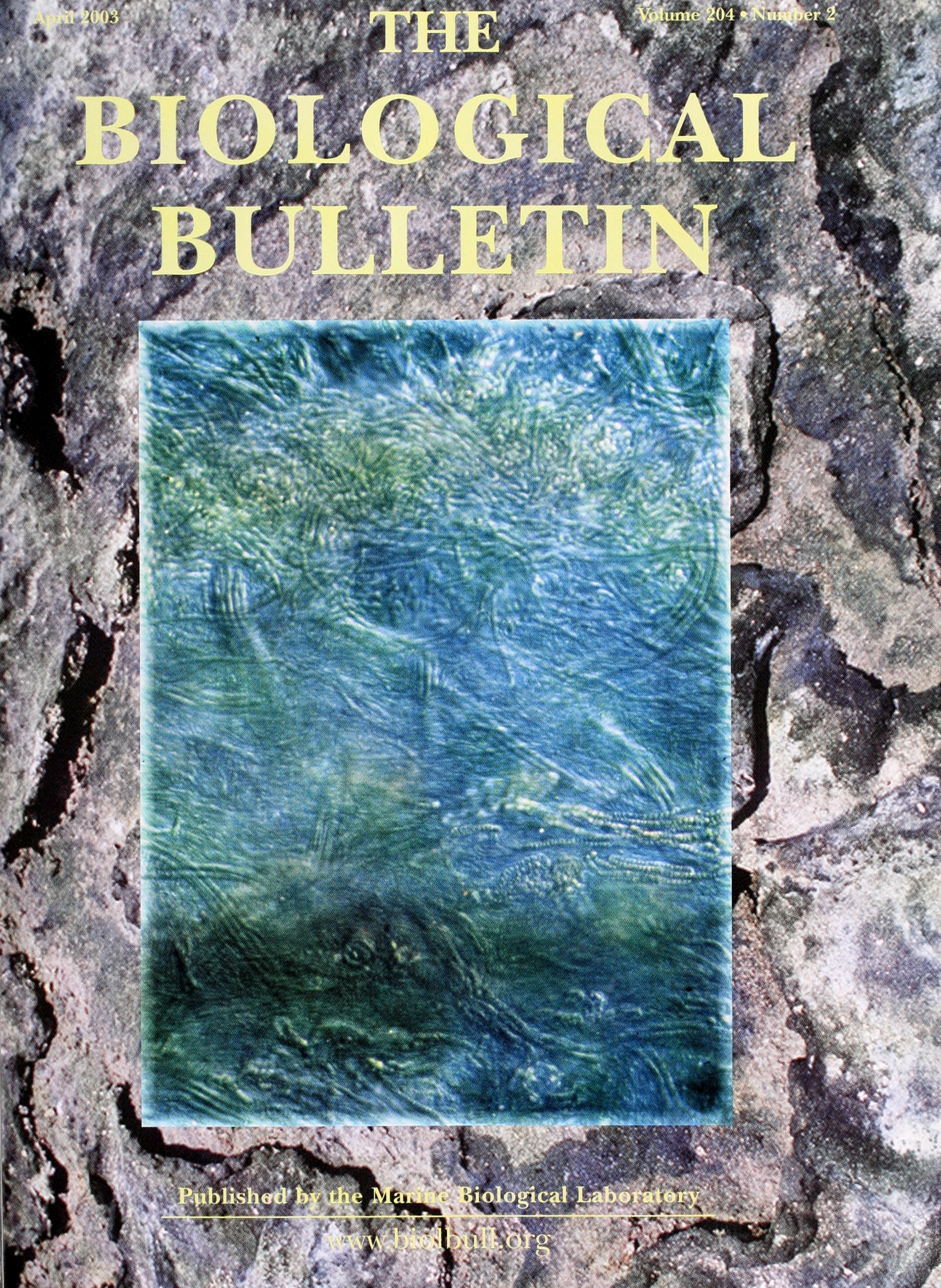
The Biological bulletin
W latach 1930–1948 w piśmie ukazało się 12 artykułów Alfreda Redfielda

Kontakty ułatwiało wydawanie (od końca XIX w.) cenionego czasopisma naukowego, The Biological bulletin (początkowo Zoological Bulletin, założyciele: Charles Otis Whitman i William M. Wheeler). Redfield był jego wieloletnim redaktorem (1930–1942). Wniósł też znaczący wkład w tworzenie dwumiesięcznika Limnology and Oceanography. We wczesnych latach 60. XX w. kierował Bermuda Biological Station for Research. Był członkiem i pełnił kierownicze funkcje w wielu stowarzyszeniach naukowych (zabiegał o ich współdziałanie):

- American Geophysical Union
- Ecological Society of America
- Natural Resources Council of America[35]
- American Zoological Society
- Geochemical Society(inne języki)
- American Society of Limnology and Oceanography(inne języki)
- Marine Biological Association of the United Kingdom(inne języki)
- Chicago Academy of Sciences(inne języki)

## Tematyka pracy naukowej
Wczesne prace Redfielda dotyczyły przede wszystkim problemów fizjologii, tj. biochemia krążenia krwi (zob. układ krwionośny poszczególnych taksonów). Porównywał działanie i funkcje dwóch metaloprotein odpowiedzialnych za transport tlenu: hemoglobiny krwi ssaków i hemocyjaniny hemolimfy stawonogów (np. kraby horseshoe crabs). Zakres i metody badań charakteryzują takie publikacje, jak:
- The Absorption Spectra of Some Bloods and Solutions Containing Hemocyanin (1930)
- The Equilibrium of Oxygen with the Hemocyanin of Limulus polyphemus Determined by a Spectrophotometric Method (1930)
- On the Respiratory Function of the Blood of the Porpoise (z A.A. Green, 1933)

W późniejszych latach zmierzał do wyjaśnienia mechanizmów i szybkości krążenia materii w cyklach biogeochemicznych, prowadząc w dużej skali badania interdyscylinarne (ekologia, geofizyka, biogeochemia i in.).
Współpracownicy Redfielda upamiętnili jego dewizę, umieszczoną na pamiątkowej tablicy przy Laboratorium Redfielda:

„Life in the sea cannot be understood without understanding the sea itself”.

Uczestniczył w rejsach badawczych RV Atlantis (pierwszy statek badawczy WHOI) gromadząc dane dotyczące m.in. cyrkulacji wód w Gulf of Maine i jej wpływu na populacje planktonu lub cyrkulacji pierwiastków biofilnych w innych ekosystemach wodnych (również w zbiornikach słodkowodnych i słonych bagnach).
Badania stężeń nutrientów wykonywano w różnych strefach globalnego oceanu (Ocean Atlantycki, Ocean Indyjski, Pacyfik, Morze Barentsa). Analiza wielkiej bazy zgromadzonych danych (np. stężenia azotanów i fosforanów w wodzie i w planktonie) umożliwiła stwierdzenie, że stosunek atomowy N:P w wodzie trzech oceanów i Morza Barentsa wynosi ok. 20:1 (wartość skorygowana: 16:1) i jest zbliżony do średniej wartości N:P w fitoplanktonie. Bywa to uznawane za narodziny stechiometrii ekologicznej w ekosystemach wodnych (zob. stechiometria morskiej produkcji pierwotnej, współczynnik Redfielda, RR). 
Do najczęściej cytowanych artykułów A.C. Redfielda należą:
- On the proportions of organic derivatives in sea water and their relation to the composition of the plankton (1934)[37][38]
- An Ecological Aspect of the Gulf Stream (1936)[40]
- The Cycle of Organic Phosphorus in the Gulf of Maine (1937)[41]
- The Effect of the Circulation of Water on the Distribution of the Calanoid Community in the Gulf of Maine (1941)[42]
- The Deuterium Balance of Lake Maracaibo (1956)[43]
- The biological control of chemical factors in the environment (1958)[6]

Badania krążenia pierwiastków w oceanach są kontynuowane m.in. w ramach prognozowania zmian klimatu. Wyniki opublikowane przez Redfielda w 1934 roku są przytaczane w wielu współczesnych opracowaniach.
Lata II wojny światowej
W czasie wojny A.C. Redfield współpracował z marynarką wojenną (zob. udział United States Navy w wojnie). Należał do zespołu badawczego, którego raporty zostały częściowo ujawnione. Badano m.in. oddziaływanie środowiska morskiego na poszycie okrętów, w tym m.in. działanie farb przeciwporostowych. W 1946 roku Alred C. Redfield i Allyn C. Vine (naukowiec, którego upamiętnia nazwa batyskafu Alvin) opatentowali wynalazek zatytułowany Method of Sea Water Foam Suppression and Apparatus – sposób zmniejszania widoczności śladu torowego okrętów, ułatwiającego ich wykrycie i zniszczenie.
Jest współautorem wydanej w 1946 roku książki Methods of submarine buoyancy control; Summary technical report of the National Defense Research Committee.

## Publikacje i dokumentacja niepublikowana
Katalog WorldCat zawiera 276 publikacji z okresu 1922–1967. Na czele listy uporządkowanej według znaczenia znajdują się prace:
- A study of the disposal of chemical waste at sea, Alfred C Redfield; Lionel Albert Walford, 1951
- Interaction of Sea and Atmosphere : a group of contributions, Alfred C Redfield (13 wznowień w okresie 1951–1957)

Bibliografie uporządkowane według specjalistycznych kryteriów opracowali m.in.:
- Mary Sears(inne języki), WHOI (1965)[53]
- Roger Revelle, NAS (1995)[16]
- Peter J. le B. Williams, Uniwersytet Walijski (2006)[8]

Poza książkami i artykułami naukowymi dostępna jest dokumentacja nieopublikowana, przechowywana i udostępniana do badań przez WHOI (Manuscript Collection MC-29). Kolekcja zawiera m.in. raporty, mapy, dane pomiarowe i wykresy, obliczenia, analizy komputerowe, fotografie, księgi polowe i robocze rękopisy, wykłady, wycinki z gazet i czasopism i in..

## Wyróżnienia
Doktoraty honoris causa
Został wyróżniony tytułem dr h.c. przez Uniwersytet w Oslo (1956), Lehigh University (1965), Memorial University of Newfoundland (1967) i University of Alaska (1971).  
Odznaczenia i nagrody
- 1956 – Medal Aleksandra Agassiza(inne języki) (Alexander Agassiz)
- 1966 – Eminent Ecologist Award(inne języki)
- 1973 – Walker Prize in Natural History, Museum of Science, Boston[54]

## Upamiętnienie
Biografia Alfreda C. Redfielda jest znana m.in. dzięki artykułom współtwórców współczesnej ekologii i oceanografii, takim jakFrank Preston (1896–1989), Roger Revelle (1909–1991), Eugene Odum (1913–2002) lub Mary Sears(1905–1997) z Woods Hole Oceanographic Institution i inni.
Prace i osobowość A.C. Redfielda opisywali również jego uczniowie i następcy, m.in. Robert Berner (1935–2015) i Peter J. le B. Williams (profesor biogeochemii morskiej, współautor książki Respiration in Aquatic Ecosystems). 
W 2004 roku zarząd Association for the Sciences of Limnology and Oceanography (ASLO) zdecydował o corocznym nadawaniu nagrody za długoterminowe osiągnięcia w dziedzinie limnologii i oceanografii – A.C. Redfield Lifetime Achievement Award.
Imię Alfreda Redfielda nadano budynkom laboratorium biologii morza w Woos Hole (WHOI) i oraz w Bermuda Institute of Ocean Sciences (BIOS)

## Życie prywatne
Rodzice Alfreda C. Redfielda, Mary i Robert S. Redfield, mieli dwóch synów i dwie córki.
Starszy z braci, J. Howard Redfield (1879–1944) był inżynierem. Miał duże zdolności matematyczne. Jest znany jako współtwórca teorematu Redfielda–Pólyi, autor publikacji z 1927 roku pt. The Theory of Group-Reduced Distributions i in. (zob. George Pólya i Pólya enumeration theorem). Córką Howarda była Priscilla Redfield Roe (1920–2011).
Siostry A. Redfielda są przedstawione na fotografii „Mary and Heloise Redfield at Mount Washington
c. 1889” znajdującej się w Philadelphia Museum of Art (fot. Robert S. Redfield, platinum print). Starsza, Heloise (1883–1966), została artystką. Mąż młodszej (Mary, 1885–1968), Henry Farrand Griffin, miał zainteresowania literackie. Ich syn, Donald Griffin (1915–2003) dorastał w atmosferze opowiadań o przyrodzie (początkowo książek Setona, czytanych przez matkę). Został cenionym biofizykiem i etologiem.
Alfred C. Redfield był żonaty dwukrotnie. Pierwsze małżeństwo zawarł w 1913 roku z Elizabeth Sewall de domo Pratt. Żona chorowała na gorączkę reumatyczną. Nie mogła mieć dzieci. Zmarła w 1920 roku w wyniku grypy hiszpanki.
Ożenił się powtórnie w 1922 roku z Marthą Redfield de domo Putnam. Z tego małżeństwa miał dwie córki (Elizabeth R. Marsh i Martha W.R. Koch) i syna Alfreda (Alfred Guillou Redfield, 1929–2019; Redfield equation).
Od 1931 roku Alfred i Martha zajmowali domek letniskowy w Woods Hole, a w 1941 zakupili w tej miejscowości całoroczny dom z ogrodem kwiatowym i warzywnym. W latach 1942–1956 Redfield był zastępcą dyrektora WHOI. Po przejściu na formalną emeryturę (starszy oceanograf emerytowany) kontynuował analizy dotyczące m.in. pływów w pobliżu znanego z dzieciństwa wybrzeża hrabstwa Barnstable. Ostatnia praca naukowa – książka pt. The tides of the waters of New England and New York – została opublikowana w roku 90. urodzin autora (1980).